# Вільховець (притока Стрипи)
Вільхове́ць, Вільхіве́ць, Ольхове́ць — річка в Україні, у межах Чортківського району Тернопільської області. Ліва притока Стрипи (басейн Дністра).

## Опис
Довжина 38 км. Площа водозбірного басейну 173 км². Похил річки 3,4 м/км. Долина подекуди заболочена, завширшки до 1 км, у пониззі вузька, місцями каньйоноподібна. Заплава двобічна (у пригирловій частині місцями однобічна). Річище помірно звивисте, завширшки до 8 м. Використовується на зрошення. Переважно зарегульована ставками. Живлення Вільхівця — мішане, з переважанням снігового. Характерні весняна повінь і осінні дощові паводки. Льодовий режим нестійкий.

## Розташування

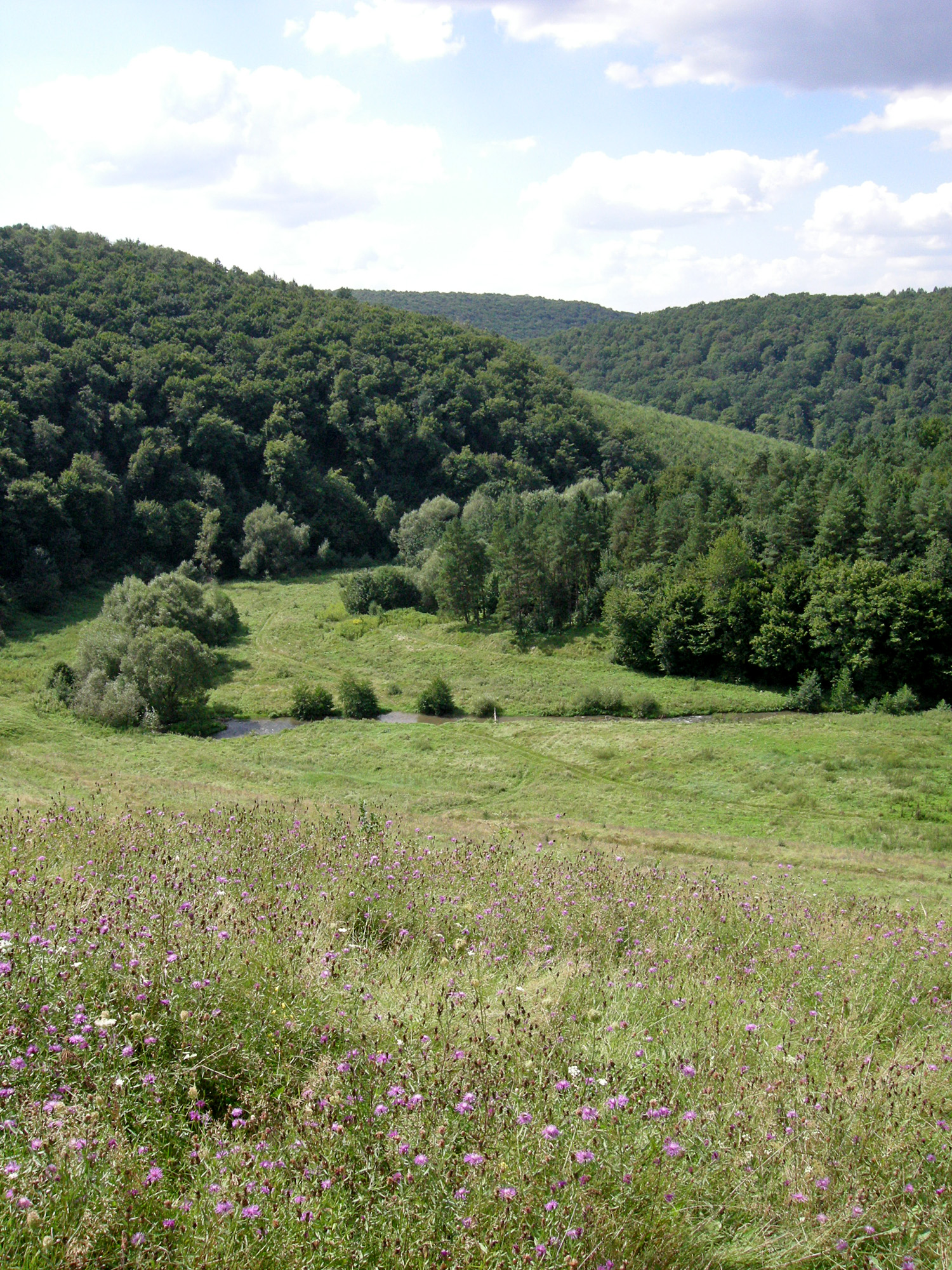
Вигляд на долину р. Вільховець з боку с. Новосілка

Річка бере початок з джерел на схід від села Доброполе. Тече на південь, частково на південний захід, у пригирловій частина — на захід. Впадає в Стрипу на захід від села Новосілка.

## Села над Вільхівцем
Доброполе, Пушкарі, Пилява, Новоставці, Медведівці, Пишківці, Трибухівці, Цвітова, Ріпинці, Помірці, Малі Заліщики, Язловець, Новосілка.

## Походження назви
Назва походить імовірно від назви дерева вільхи, яке росте на берегах річки.